# Gergely Kovács
Gergely Kovács (17 marzo 1975) è un ex pentatleta ungherese.

## Palmarès
In carriera ha conseguito i seguenti risultati:
- Mondiali

Pesaro 2000: bronzo nel pentathlon moderno staffetta a squadre.